# IAI Barak
Barak, parola che in ebraico (עברית ‘Ivrit) significa fulmine, è un missile a corto raggio israeliano, per la difesa aerea ravvicinata, inferiore a 12 km di distanza, sviluppato dagli israeliani per le proprie unità navali come alternativa al sistema CIWS Phalanx. Il sistema, che pesa in tutto 1'150 kg, ha una veloce capacità di reazione e moduli di 8 celle a lancio verticale ed è usato anche per impiego da automezzi pesanti.

## Barak 8
Nel gennaio 2007, dopo molti mesi di intense trattative India e Israele hanno siglato un accordo dall'ammontare di 330 milioni di dollari per lo sviluppo di una nuova generazione di missili Barak denominata Barak II. Il nuovo missile, basato sul progetto originale Barak, avrà miglioramenti nel sistema di ricerca e maggiore raggio di azione.

## Forze armate che utilizzano il missile Barak
- Cile
- India
- Israele
- Singapore
- Venezuela